# Juan Mouras
Juan Mouras (nacido en 1963) es un concertista en guitarra y compositor chileno del género clásico. Es conocido por participar en Festivales Internacionales de Guitarra, tales como "Ciudad Estocolmo" (Suecia) o Alirio Díaz (Venezuela). Su primer debut en la música fue en las Semanas Musicales de Frutillar (Chile).

## Biografía

### Infancia
Juan Mouras nació el 1 de marzo de 1963 en Puerto Montt. En sus primeros años vivió en Coyhaique donde inició sus estudios de guitarra con el profesor Iván Barrientos Garrido.

### Carrera
A los 17 años ingresa a la Facultad de Artes de la Universidad de Chile, estudiando con el profesor Jorge Rojas Zegers, titulándose en 1989. Posteriormente estudia guitarra con Narciso Yepes,  Alirio Díaz, Fernando González. Composición con Pedro Núñez Navarrete, Gustavo Becerra, Sergio Ortega Alvarado. Alta interpretación de la obra de J. S. Bach con Rosalyn Tureck y música de cámara con Tapia Caballero.
Ha obtenido el Primer Premio en el Concurso Nacional de Guitarra “Liliana Pérez Corey”, la beca Amigos del Teatro Municipal de Santiago, la beca “Words and Music” otorgada por la Universidad de Indiana, EE.UU, para estudiar composición con George Crumb y Juan Orrego Salas (1994) y el Premio "Arte y Cultura 2012" otorgado por el Consejo de las Artes y la Cultura Región De Aysén, Chile.
Ha actuado en EE.UU, Venezuela, Argentina, Bolivia, Perú, Dinamarca, Suecia y a lo largo de todo Chile, en diversas presentaciones que incluyen conciertos educacionales, el Teatro Municipal de Santiago, y las Semanas Musicales de Frutillar. También en programas de radio y televisión destacando Cámara de Diputados TV.
Su nombre figura en el Diccionario Enciclopédico Español e Iberoamericano de la música.

### Composiciones
- Litoral (soprano, barítono, flauta, clarinete, guitarra) (poema Mario Miranda Soussi) (1988V
- Tres valses latinoamericanos para guitarra (1990)
- "Poemas de la Trapananda" (sobre textos de Mario Miranda Soussi y Óscar Aleuy) (1991)
- Cuatro cantos sobre alturas de Macchu Pichu (poema Pablo Neruda) (1993)
- Concierto Chileno para guitarra y orquesta. (1994)
- La parábola del brujo (poema Mario Miranda Soussi). ( 1994)
- Sonatina concertante para oboe y guitarra (1995)
- Suite Latinoamericana para flauta, guitarra y violoncelo ( 1998)
- Pax (oboe y cuerdas) (2000) (dedicada a Guillermo. Milla)
- Noche de serenatas. (Flauta, oboe, guitarra, orquesta de cuerdas y percusión) (2001)
- Sonata para oboe, oboe de amor y corno inglés. (Dedicada a Jorge Postel) (2001)
- Constelaciones andinas. (Flauta y orquesta) (Dedicada a Hernán Jara) (2001)
- El reflejo de la Luna (cuento musical infantil) (2002)
- Cuatro canciones de inspiración folclórica: "Baila el carnaval", "Refalosa del volantín", "En mi Barca de Chiloé", "La ranchera contagiosa" (2002)
- "Patagonia" para solista vocal, coro y orquesta.(2003)
- "Invoco tu nombre Pablo" (poema Enrique Valdés) (recitador, soprano, flauta, clarinete, piano) (2003)
- Suite Patagonia: las estaciones del viento (cuatro piezas para guitarra) (2004)
- Geografía musical chilena. Para orquesta juvenil. (2005)
- Cuatro piezas de inspiración latinoamericana para guitarra: "Chamamé para guitarra"; "Guitarra y tango"; "Tonada del arroyo"; "Milonga perpetua" (2006)
- La guitarra eterna (2008)
- Concierto "Patagonia" para guitarra y orquesta. 2010 Archivado el 5 de marzo de 2016 en Wayback Machine.
- Suite para orquesta sobre canciones de Aysén-Patagonia (2011)
- Fantasía sobre el Saltarello para guitarra (2012)
- "Te Amu" Cancionero infantil (20 canciones didácticas para niños) (2013)
- Misa del Agua y la lluvia santa (2015)
- Miniaturas chilenas para guitarra (2015)
- Concierto para viola de amor y orquesta de cuerdas (2016)
- “Tonada de rasgueos" para guitarra (2016)
- "Eclipse 2017" para octeto de violonchelos (2017)
- Trío para Flauta, Violonchelo y Piano (2018-2019)
- Sonata para Violín y Piano (2020-2022)
- Canción "Qué es la Paz" (2019)
- "Cantata al Padre Ronchi" (Para solistas y conjunto instrumental) (2021-22)
- "Misa de la misericordia"  (2024)
- Fantasía brasileira para guitarra (2004-25)

## Discografía

### Como solista
- De España y América (1995)
- Raíces latinoamericanas-composiciones (2000)
- Guitarra Clásica Chilena del S. XIX - Dúo Mouras-Ibarra  (2001)
- CD Puertas. Ensamble Serenata (2001)
- Concierto para niños Cd (2003)
- CD "Te Amu". Cancionero Infantil(2014)
- "Paisajes musicales de Aysén" DVD (2012)
- "Recital en Aysén, Patagonia" DVD (2015)
- "Misa del agua y la lluvia santa" (2018)
- "Concierto Patagonia" (2022)

### CD junto a otros músicos
- CD Hernán Jara. Flautas y cuerdas. Música chilena y latinoamericana. Obra:Constelaciones Andinas (2001)  (Juan Mouras)
- CD Jorge Postell - Valentina Díaz Frenot. 29 Congreso IDRS 2000. Buenos Aires. Obra "Sonata para Oboe, Oboe de Amor y Corno Inglés" (2001) (Juan Mouras)
- CD "Música de concierto chilena. Santiago Vera". Obra: Suite en Modo tonal para Guitarra y Orquesta (2011) (Santiago Vera)
- CD Colegio de compositores latinoamericanos de música de arte. Obra: Glosario (Fernando Garcia) (H. Jara, flute ; G. Milla, oboe ; J. Mouras, guitar)   (2000)
- CD "Suite Aysén" (Iván Barrientos). Obra: "A una mujer", "A un rosal de Coyhaique".(1982)
- CD "Romanzas para guitarra" (Iván Barrientos). Obra: Todo el CD, junto a Guillermo Ibarra e Iván Barrientos.(1992)
- CD "Música chilena del S.XX" Vol. III Asociación Nacional de Compositores-SVR producciones. Obra: "Glosario" (Fernando García) junto a Jaime Kächele (flauta) y Guillermo Milla (oboe).
- CD "Música chilena del S.XX" Vol. VIII Asociación Nacional de Compositores-SVR producciones. Obra: "Divertimento" (Pedro Núñez Navarrete). Junto a Xavier Gómez (flauta), Patricia Rodríguez (piano), Celso López (violoncelo)

## Premios y nominaciones
- Año 1985 Primer Premio Concurso de Guitarra Liliana Pérez Corey.
- Año 1994 Beca Words and Music. Indiana University. Premio de composición latinoamericano
- El "Ensamble Serenata", grupo del cual forma parte, es nominado al Premio Altazor 2003
- Músico Juan Mouras Araya obtuvo Premio de Arte y Cultura 2012/
- Mención Honrosa. Obra "Miniaturas". Concurso Nacional de Creación Musical y Cuentos Ilustrados para la Primera Infancia, organizado por el Sistema de Protección Integral a la Infancia “Chile Crece Contigo” del Ministerio de Desarrollo Social, en conjunto con el Consejo Nacional de la Cultura y las Artes. (2016)